# Кир Стармер
Сер Кир Родни Стармер (енгл. Keir Rodney Starmer; Лондон, 2. септембар 1962) британски је политичар и баристер. Тренутно је на функцији премијера Уједињеног Краљевства и лидера Лабуристичке партије. Члан је парламента за Холборн и Сент Пенкрас од 2015. године. Претходно је био директор Јавног тужилаштва од 2008. до 2013. године.
Стармер је рођен у Лондону, а одрастао у Сарију, где је похађао гимназију. Дипломирао је право на Универзитету у Лидсу 1985. године и завршио постдипломске студије грађанског права на Универзитету у Оксфорду 1986. године. Након што је позван у адвокатску комору, Стармер се претежно бавио пословима кривичне одбране, специјализући се за питања људских права. Именован је за Краљичиног саветника 2002, а 2008. је постао директор Јавног тужилаштва и шеф Краљевске тужилачке службе. Ове функције је обављао све до 2013. године. По завршетку петогодишњег мандата на месту директора Јавног тужилаштва, проглашен је за витеза 2014. године.
Након што је изабран за посланика у Дому комуна на општим изборима 2015. године, Стармер је постављен на позицију министра у сенци за имиграцију од стране новог партијског лидера Џеремија Корбина у септембру 2015. године. Он је 2016. поднео оставку у знак протеста против Корбиновог вођства, али је касније те године прихватио нову функцију под Корбином као државни секретар у сенци за излазак Уједињеног Краљевства из Европске уније након референдума о чланству у ЕУ. Стармер се залагао за други референдум о Брегзиту, рекавши да ће гласати за „останак у Унији”; ова политика је на крају укључена у изборну платформу лабуриста 2019. године.
Након што је Корбин поднео оставку након пораза лабуриста на општим изборима 2019, Стармер је победио на изборима за вођство странке следеће године. Његово руководство карактерише кретање странке ка политичком центру и одбацивање већег дела левичарске платформе његове лидерске кампање, као и противљење неким од одговора владе на пандемију ковида 19 и питањима као што су Партигејт, мини-буџет из септембра 2022. и криза животних трошкова. Стармер је нагласио важност елиминације антисемитизма у Лабуристичкој партији. Године 2023. поставио је пет мисија за лабуристичку владу, посебну пажњу посвећујући питањима као што су економски раст, здравље, обновљива енергија, криминал и образовање.

## Рани живот и образовање
Стармер је рођен 2. септембра 1962. у лондонском насељу Садарк. Одрастао је у граду Окстед у Сарију. Он је друго од четворо деце медицинске сестре Џозефине (девојачког презимена Бејкер) и произвођача алата Роднија Стармера. Његова мајка је имала Стилову болест. Његови родитељи су били присталице Лабуристичке партије, и наводно су га назвали по првом парламентарном лидеру странке, Киру Хардију, иако је Стармер 2015. изјавио да не зна да ли је то истина.
Он је положио испит 11-плус и уписао гимназију Рајгејт, тада добровољно селективну гимназију. Школа је претворена у независну школу која се плаћа 1976. године, док је он био ученик. Услови ове промене били су такви да његови родитељи нису били обавезни да плаћају његово школовање док није напунио 16 година, а када је стигао до те тачке, школа, сада добротворна, доделила му је стипендију која му је омогућила да тамо заврши школовање без родитељског доприноса. Предмети које је одабрао за специјалистичке студије у последње две године у школи били су математика, музика и физика, на којима је постигао А ниво успеха. Међу његовим колегама из разреда били су музичар Норман Кук (Fatboy Slim), уз кога је Стармер ишао на часове виолине; Ендру Купер, који је касније постао пер Конзервативне партије; и будући конзервативни новинар Ендру Саливен. Према Стармеру, он и Саливан су се „размимоилазили око свега ... политике, религије. Било чега.”
У својим тинејџерским годинама, Стармер је био активан у лабуристичкој политици; он је био члан Младих социјалиста Лабуристичке партије са 16 година. Кир је био млађи извођач у Гилдхол школи за музику и драму до своје 18. године и свирао је флауту, клавир, блок флауту и виолину. Почетком 1980-их, Стармера је полиција ухватила како илегално продаје сладолед док је покушавао да заради новац током одмора на француској ривијери. Избегао је инцидент без казне, осим што су му запленили сладолед. Стармер је студирао право на Универзитету у Лидсу, постао је члан универзитетског Лабуристичког клуба и дипломирао са почастима прве класе и дипломом права 1985. године, поставши први члан његове породице који је дипломирао. Он је похађао је постдипломске студије на колеџу Сент Едмунд Хол у Оксфорду, дипломирао је на Универзитету у Оксфорду у области грађанског права 1986. године. Од 1986. до 1987. Стармер је био уредник Социјалистичких алтернатива, троцкистичког радикалног часописа. Часопис је издавала организација под истим именом, која је представљала британску секцију Међународне револуционарне марксистичке тенденције.

## Правна каријера

### Баристер
Стармер је постао баристер 1987. у адвокатској комори Мидл Темпл, а тамо је постао и бенчер (старији члан коморе) 2009. године. Служио је као правни заступник за интересну групу Liberty до 1990. године. Стармер је био члан Даути Стрит Чејмберса од 1990. па надаље, првенствено радећи на питањима људских права. Док је радио у поменутој комори, упознао је своју будућу супругу Викторију Александер, адвоката која је радила на истом случају.
Стармер је био примљен у адвокатску комору у неколико карипских земаља, где је бранио осуђенике осуђене на смртну казну. Године 1999. Стармер је био млађи адвокат на жалби Лија Клега, војника осуђеног за убиство. Стармер је помагао Хелен Стил и Дејвиду Морису у случају Маклибел, у суђењу и жалбеном поступку пред енглеским судовима, а заступао их је и на Европском суду. Стармер је именован за Краљичиног саветника 9. априла 2002, са 39 година. Исте године постао је заједнички шеф Даути Стрит Чејмберса. Године 2005. Стармер је изјавио: „Постао сам Краљичин саветник, што је чудно јер сам често предлагао укидање монархије”.
Стармер је био саветник за људска права у Полицијском одбору Северне Ирске и Удружењу главних полицијских службеника, а такође је био и члан саветодавног одбора за смртну казну Канцеларије за спољне послове, Комонвелт и развој од 2002. до 2008. године. Одбор Северне Ирске био је важан чинилац зближавања заједнице након Споразума из Белфаста, а Стармер је касније навео свој рад при полицији у Северној Ирској као кључни утицај на његову одлуку да настави политичку каријеру: „Неке од ствари за које сам мислио да је било потребно да се промене у полицијским службама постигли смо брже него што смо постигли у стратешким парницама... Боље сам схватио како се можете променити ако будете унутра и задобијете поверење људи”.

### Директор Јавног тужилаштва
У јулу 2008. године, Патриша Скотланд, државни тужилац Енглеске и Велса, именовала је Стармера за новог шефа Краљевске тужилачке службе и директора Јавног тужилаштва. Он је преузео дужност од Кена Макдоналда, који је јавно подржао његово именовање, 1. новембра 2008. године. Сматрало се да ће Стармер ставити фокус на људска права у правни систем. Године 2011. увео је реформе које су укључивале „прво пробно саслушање без папирологије”. На овој позицији, Стармер се бавио знатним бројем великих случајева, укључујући случај убиства Стивена Лоренса.
У фебруару 2010, Стармер је објавио одлуку Краљевске тужилачке службе да кривично гони три посланика из редова лабуриста и једног конзервативца за прекршаје у вези са лажним предрачуном након скандала са парламентарним трошковима, од којих су сви проглашени кривима. Током нереда у Енглеској 2011, Стармер је приоритизирао брзо процесуирање изгредника у односу на дуге казне, за шта је касније сматрао да је помогло да се „ситуација врати под контролу”. У фебруару 2012, Стармер је најавио да ће Крис Хуне бити кривично гоњен због ометања тока истраге, рекавши у вези са случајем да „тамо где има довољно доказа не бежимо од кривичног гоњења политичара”. Године 2013, Стармер је најавио промене у начину на који се води истрага о сексуалном злостављању током операције Јутри, укључујући панел за разматрање историјских жалби.
Стармер је поднео оставку на место директора Јавног тужилаштва у новембру 2013. године, а заменила га је Алисон Сондерс. Од 2011. до 2014. Стармер је добио почасне дипломе на неколико универзитета, а именован је за витеза приликом новогодишњих почасти 2014. због заслуга у праву и кривичном правосуђу.

## Рана политичка каријера

### Члан Парламента
Мој претходник, уважени Френк Добсон, коме овом приликом одајем признање, био је снажан заступник права свих грађана Холборна и Сент Панкраса током своје изузетно угледне парламентарне каријере. Био је широко поштован и цењен, и служио је народу Холборна и Сент Панкраса пуних 36 година. Иако сумњам да ћу достићи 36 година службе, намеравам да следим кораке Френка Добсона — мада ће моје шале вероватно деловати безазленије у поређењу с његовима, а браду ћу, чини се, ипак прескочити.
— Кир Стармер у свом првом говору у Дому комуна, мај 2015.
Стармер је у децембру 2014. године изабран за кандидата Лабуристичке странке за посланика у изборној јединици Холборн и Сент Панкрас, која је традиционално упориште лабуриста, након што је тадашњи посланик Френк Добсон одлучио да се повуче. Стармер је изабран на општим изборима 2015. године са већином од 17.048 гласова (52,9%). Поново је изабран на општим изборима 2017. године са повећаном већином од 30.509 гласова (70,1%), на општим изборима 2019. године са смањеном већином од 27.763 гласова (64,9%) и на општим изборима 2024. године са додатно смањеном већином од 18.884 гласова (48,9%).
Током референдума о чланству у Европској унији 2016. године, Стармер је подржао кампању „Британија јача у Европи”, која се залагала за останак Уједињеног Краљевства у Европској унији (ЕУ). Као члана парламентарних група Лабуристички пријатељи Израела и Лабуристички пријатељи Палестине и Блиског истока, Стармера су бројни активисти позвали да се кандидује на изборима за лидера Лабуристичке партије 2015. године након оставке Еда Милибанда на место лидера Лабуристичке партије након пораза лабуриста на општим изборима 2015. године; он је то одбио, наводећи као разлог своје релативно мало политичко искуство у том тренутку. Током избора за лидера, Стармер је подржао Ендија Бернама, који је завршио на другом месту, иза Џеремија Корбина.

#### Ресори у кабинету у сенци
Стармер је именован у Корбинов кабинет у сенци као министар унутрашњих послова у сенци у септембру 2015. године. Поднео је оставку на ову функцију у јуну 2016. године као део масовних оставки чланова кабинета у сенци у знак протеста против Корбиновог вођства након резултата референдума о ЕУ 2016. године. Након што је Корбин поново изабран за лидера на унутарстраначким изборима у септембру 2016. године, Стармер је прихватио нову функцију коју му је понудио Корбин, као државни секретар у сенци за излазак из Европске уније. На овој функцији, Стармер је довео у питање одредиште Терезе Меј и владе Њеног Величанства за излазак Уједињеног Краљевства из ЕУ, залажући се за јавно објављивање планова за Брегзит и подржавајући предлог за одржавање другог референдума о Брегзиту. Након пораза на општим изборима 2019. године, Корбин је објавио да неће предводити лабуристе на следећим општим изборима, након „процеса преиспитивања”. Стармер је почео да се дистанцира од Корбиновог вођства и многих политичких одлука које су заступане на општим изборима, а касније је 2024. године открио да је „био сигуран да ћемо изгубити изборе 2019. године”.

#### Трка за лидера лабуриста
Дана 4. јануара 2020. године, Стармер је објавио своју кандидатуру за унутарстраначке изборе за лидера Лабуристичке партије. Добио је подршку бившег лабуристичког премијера Гордона Брауна и градоначелника Лондона Садика Кана. Током кампање за извор лидера, Стармер је водио левичарску платформу и позиционирао се као противник мера штедње, наводећи да је Корбин био у праву када је лабуристе позиционирао као „странку против штедње”. Назначио је да ће наставити лабуристичку политику укидања школарина, као и да ће се залагати за „заједничко власништво” над железничким, поштанским, енергетским и водоводним компанијама, и позвао је на окончање аутсорсинга у Националној здравственој служби (NHS), локалној самоуправи и правосудном систему. Стармер је проглашен победником избора за лидера Лабуристичке странке 4. априла 2020. године, победивши своје ривале, Ребеку Лонг-Бејли и Лису Ненди, са 56,2% гласова у првом кругу.
Част ми је и привилегија живота што сам изабран за лидера Лабуристичке странке. Желим да се захвалим Ребеки и Лиси што су водиле тако страсне и снажне кампање, као и на њиховом пријатељству и подршци током овог пута. Такође желим да захвалим особљу Лабуристичке странке које је вредно радило, као и мом невероватном изборном тиму, пуном позитивне енергије и јединственог духа. Одајем признање Џеремију Корбину, који је водио нашу странку кроз веома тешка времена, који је подстакао нашу политичку покретачку снагу и који је, поред тога што ми је колега, и мој пријатељ. А свим нашим члановима, присталицама и савезницима поручујем: без обзира на то да ли сте гласали за мене или не, представљаћу вас, слушаћу вас и уједињаваћу нашу странку.— Стармеров говор поводом избора за лидера Лабуристичке партије, април 2020.

## Лидер опозиције (2020–2024)
Након што је постао лидер опозиције током пандемије ковида 19, Стармер је у свом говору о прихватању номинације рекао да ће се уздржати од „скупљања страначких политичких поена” и да ће сарађивати са владом „у националном интересу”. Касније је постао критичнији према одговору Владе Њеног Величанства на пандемију након скандала познатог као „Партигејт”. У мају 2022. године, Стармер је изјавио да би поднео оставку уколико би добио казну са фиксним новчаним износом због кршења мера против ковида 19 током кампање уочи допунских избора у Хартлпулу и локалних избора претходне године. Контроверза око догађаја названа је „Биргејт”. У јулу 2022. године полиција Дарама је ослободила Стармера оптужби и саопштила да „нема предмет за гоњење”. У августу исте године, парламентарна комесарка за стандарде, Кетрин Стоун, утврдила је да је Стармер прекршио кодекс понашања посланика осам пута због непријављивања својих интереса у осам наврата.
У јулу 2022. године, у тренутку када је велики број министара поднео оставке у влади Бориса Џонсона, Стармер је предложио гласање о неповерењу влади, изјавивши да Џонсону не би требало дозволити да остане на функцији. Стармер је такође критиковао Џонсона, као и његове наследнике Лиз Трас и Ришија Сунака, због питања као што су скандал са Крисом Пинчером и накнадна криза владе, економска криза која је настала као резултат мини-буџета за 2022. годину и накнадне кризе владе, криза трошкова живота, као и индустријски спорови и штрајкови, укључујући штрајкове Националне здравствене службе.
Као лидер Лабуристичке партије, Стармер се усредсредио на преусмеравање странке од левице и контроверзи које су пратиле руководство Џеремија Корбина, уз обећања о економској стабилности, сузбијању илегалних прелазака преко Ламанша малим чамцима, смањењу листа чекања Националне здравствене службе и „обнови здравства”, унапређењу радничких права, енергетској независности и развоју инфраструктуре, борби против криминала, побољшању образовања и обуке, реформи јавних служби, поновном национализовању железничке мреже и запошљавању 6.500 наставника. Стармер се такође обавезао да ће окончати антисемитизам унутар Лабуристичке партије. У октобру 2020. године, након објављивања извештаја Комисије за једнакост и људска права о антисемитизму у Лабуристичкој партији, Стармер је у потпуности прихватио њене налазе и извинио се Јеврејима у име странке. У фебруару 2023. године, Стармерове реформе антисемитизма довеле су до тога да Комисија више не прати Лабуристичку партију. Током Стармеровог мандата као лидера, Лабуристи су забележили пад чланства у странци са врхунца од 532.000 након избора 2019. године на 370.450 уочи избора 2024. године. Више од 20.000 чланова напустило је странку у року од два месеца 2024. године, а кривица се приписује ставу партије о геноциду у Гази и зеленим инвестицијама.

### Кабинет у сенци
Стармеров кабинет у сенци је првобитно обухватао и десницу и левицу Лабуристичке партије. Стармер је реконструисао свој кабинет у сенци три пута – прво у мају 2021, други пут у новембру 2021, и коначно у септембру 2023. године. Стармерове реконструкције су смањиле заступљеност левице и умерене левице у првим редовима опозиције, док су повећале заступљеност десног крила странке. Међу значајнијим променама издваја се именовање Рејчел Ривс која је заменила Анелиз Додс на месту канцелара у сенци, деградирање Лисе Ненди са места секретара за становање, заједнице и локалну самоуправу на место министра у сенци за међународни развој и замену главног члана Парламента Ника Брауна Аланом Кембелом. Оставке у Стармеровом кабинету у сенци укључивали су Ендија Макдоналда и Розену Алин-Кан.

### Резултати локалних избора
Стармер је разматрао оставку након мешовитих резултата лабуриста на локалним изборима 2021. године, првим локалним изборима под његовим руководством, али се касније осетио „оправданим” својом одлуком да остане, рекавши: „[Размишљао сам о оставци] јер нисам осећао да треба да будем изнад странке и мислио сам да, ако не могу да донесем промену, можда би требало да дође неко други. Али, на крају, размислио сам, разговарао са многима и удвостручио своју решеност – не, промена у Лабуристичкој странци је оно што нам треба”.
Током Стармеровог мандата као лидера опозиције, његова странка је претрпела губитак раније сигурног места за лабуристе на допунским изборима у Хартлпулу 2021. године, након чега су уследили победе на допунским изборима у Батлију и Спену 2021. године, допунским изборима у Бирмингему и Ердингтону 2022. године и допунским изборима за град Честер 2022. године, као и преотимање мандата конзервативцима на допунским изборима у Вејкфилду 2022. године. Током локалних избора 2023. године, лабуристи су освојили више од 500 одборника и 22 већа, поставши највећа странка у локалној самоуправи први пут од 2002. године. Лабуристи су остварили додатни напредак на локалним изборима 2024. године, победивши конзервативце на допунским изборима за Јужни Блекпул и тесно победивши на изборима за градоначелника Западног Мидлендса.

### Општи избори 2024.
Дана 22. маја 2024. године, премијер Риши Сунак је објавио да ће се општи избори одржати 4. јула 2024. године. Лабуристи су ушли у опште изборе са великом предношћу над конзервативцима у анкетама јавног мњења, а потенцијални обим победе странке остао је тема дискусије током целе кампање.
У јуну 2024. године, Стармер је објавио манифест Лабуристичке партије за 2024. годину, под насловом Промена, који се фокусирао на економски раст, реформе система планирања, инфраструктуру, оно што Стармер описује као „чисту енергију”, здравствену заштиту, образовање, бригу о деци и јачање права радника. Обећао је нову јавну енергетску компанију (Great British Energy), „Зелени план просперитета”, смањење времена чекања пацијената у Националној здравственој служби и ренационализацију железничке мреже (Great British Railways). Обећавајући стварање богатства заједно са политикама „у корист бизниса и радника”, манифест је такође обећао давање права гласа шеснаестогодишњацима, реформу Дома лордова и опорезивање приватних школа, при чему би прикупљена средства била уложена у унапређење државног образовања. Што се тиче пореза, дан након објављивања манифеста, Стармер се обавезао да не само да се порез на доходак, национално осигурање и ПДВ неће повећавати, већ да су, према њиховом манифесту, њихови планови у потпуности финансијски покривени и да неће захтевати повећање пореза.
Стармер је предводио лабуристе до убедљиве победе на општим изборима, окончавајући четрнаест година конзервативне владе, а лабуристи су постали највећа странка у Доњем дому. Лабуристи су постигли просту већину од 174 места и укупно 411 места, што је трећи најбољи резултат странке у погледу расподеле места након општих избора 1997. и 2001. године. Странка је постала највећа у Енглеској први пут од 2005. године, у Шкотској први пут од 2010. године и задржала је статус највеће странке у Велсу. Упркос томе, лабуристи су освојили 34% гласова – што је најмањи проценат за било коју партију која је формирала већинску владу у периоду после Другог светског рата, што је изазвало забринутост у вези са пропорционалношћу изборног система.
У свом победничком говору, Стармер се захвалио члановима и активистима Лабуристичке партије на њиховом раду — укључујући скоро пет година преуређивања и ребрендирања странке у сенци доминације конзервативаца — и позвао их да уживају у тренутку, али их је такође упозорио на изазове који следе и обећао да ће његова влада тежити „националној обнови”:
Успели смо! Ви сте се за то залагали, борили сте се, гласали сте — и сада је дошло. Промена почиње сада. И осећај је сјајан, морам да будем искрен. Четири и по године рада на промени странке. Због тога је све ово и постојало — промењена Лабуристичка партија, спремна да служи нашој земљи, спремна да врати Британију у службу радним људима. Људи широм наше земље пробудиће се уз вест с олакшањем — терет је скинут, бреме је коначно уклоњено са рамена ове велике нације. И сада можемо гледати унапред. Закорачити у јутро, у сунчеву светлост наде, бледу у почетку, али све снажнију како дан одмиче, која поново обасјава земљу која, након 14 година, има прилику да поврати своју будућност. Рекли смо да ћемо окончати хаос — и хоћемо. Рекли смо да ћемо окренути нову страницу — и јесмо. Данас почињемо следеће поглавље, започињемо рад на промени, мисију националне обнове и обнову наше земље.— Кир Стармер 5. јула 2024, после победе на општим изборима

## Премијер (2024–тренутно)

### Именовање
Као лидер већинске странке у Доњем дому, Стармер је именован за премијера, Првог лорда трезора и министра за државну службу од стране краља Чарлса III 5. јула 2024. године, поставши први лабуристички премијер од Гордона Брауна 2010. године и први који је победио на општим изборима од Тонија Блера 2005. године. Он и његова супруга Викторија су се возили од Бакингемске палате до Даунинг стрита. Стармер је зауставио аутомобил на повратку из палате да би се прошетао Даунинг стритом и дочекао кличућу масу.
У свом првом говору као премијер, Стармер је одао почаст свом претходнику, Ришију Сунаку, рекавши да „његова достигнућа као првог британског азијског премијера наше земље нико не би требало да потцени“ и такође је признао „посвећеност и напоран рад који је унео у своје вођство“, али је додао да је народ Уједињеног Краљевства гласао за промене:
Дали сте нам јасан мандат и ми ћемо га искористити да спроведемо промене. Да вратимо службу и поштовање политици, окончамо еру бучних перформанси, газимо лаганије по својим животима и ујединимо нашу земљу. Четири нације, поново стојећи заједно, суочавајући се, као што смо то често чинили у прошлости, са изазовима несигурног света. Посвећене мирној и стрпљивој обнови. Зато, са поштовањем и понизношћу, позивам вас све да се придружите овој влади службе у мисији националне обнове. Наш рад је хитан и почињемо га данас.
Други светски лидери, укључујући Џоа Бајдена и Џастина Трудоа, као и Блера и Брауна, честитали су Стармеру на именовању за премијера. Један од његових првих потеза био је проглашење плана за азил у Руанди „мртвим“: министарка унутрашњих послова, Ивет Купер, основала би Команду за безбедност граница како би се борила против банди кријумчара које олакшавају илегалне преласке миграната преко Ламанша. Стармер је отишао на турнеју по четири нације Уједињеног Краљевства, састајући се са лидерима, укључујући Џона Свинија, Мишел О'Нил и Вона Гетинга. Такође се састао са дванаест регионалних градоначелника и најавио оснивање Савета народа и региона. Дана 24. јула 2024. Стармер је присуствовао својим првим премијерским питањима у парламенту.

### Кабинет
Стармер је започео именовање новог кабинета, који се први пут састао 6. јула, а он је завршио своја министарска именовања 7. јула. Парламент је потом позван на састанак 9. јула.
Међу Стармеровим министарским именовањима били су научник Патрик Валанс за државног министра за науку, активиста за рехабилитацију Џејмс Тимпсон за државног министра за затворе, условни отпуст и пробацију, и стручњак за међународно право Ричард Хермер за државног тужиоца Енглеске и Велса, који су проглашени за доживотне чланове Дома лордова. Нова влада такође садржи неколико министара из нових лабуристичких влада Блера/Брауна, укључујући Хилари Бен, Ивет Купер, Дејвида Ламија и Еда Милибанда у кабинету, и Џеки Смит и Даглас Александер као млађе министре.

### Унутрашња политика
На домаћем плану, Стармер је рекао да ће његове главне бриге бити економски раст, реформа система планирања, инфраструктура, енергетика, здравствена заштита, образовање, брига о деци и јачање права радника, како је наведено у изборном програму лабуриста за 2024. годину.
На државном отварању Парламента 2024. године изложено је 39 закона које су лабуристи предложили да уведу у наредним месецима, укључујући оне за ренационализацију железница, стављање локалних аутобуских услуга под локалну јавну контролу, јачање права радника, борбу против илегалне имиграције, реформу Дома лордова и спровођење програма за убрзање пружања „висококвалитетне инфраструктуре“ и становања. Поред тога, укључен је и низ закона које је предложила претходна конзервативна влада, посебно Закон о дувану и вејповима, који је био део Краљевог говора из 2023. године, али је напуштен када су расписани избори. Вештине Енглеске, тело чији ће циљ бити смањење потребе за страним запосленима побољшањем обуке за људе у Енглеској, покренуто је 22. јула.

#### Имиграција
Један од првих Стармерових потеза био је отказивање контроверзног плана за азил у Руанди, описујући га као „мртав и закопан“. Купер је основао Команду за безбедност граница како би се борио против банди кријумчара које олакшавају илегалне преласке миграната преко Ламанша.

#### Пренасељеност затвора
Убрзо након ступања на дужност, Стармер је рекао да има „превише затвореника“, и описао је претходну владу као ону која је деловала „готово изнад границе безобзирности“. Рекавши да ће то помоћи у управљању пренатрпаношћу затвора, новоименована министарка правде, Шабана Махмуд, најавила је спровођење шеме превременог пуштања на слободу која је омогућила затвореницима у Енглеској и Велсу да буду пуштени на слободу након што одслуже 40% својих казни, уместо 50%, колико је раније уведено под претходном владом. Преко 1.700 затвореника је пуштено у септембру, а даља пуштања се очекују у наредној години. Затим се испоставило да је један затвореник превремено пуштен у оквиру шеме оптужен за сексуални напад у вези са наводним кривичним делом против жене истог дана када је пуштен на слободу. Стармер је бранио пуштање затвореника и оптужио претходну владу да је „сломила затворски систем“.

#### Здравствена заштита
У влади, Стармер је поново потврдио обавезу одлазеће конзервативне владе да до 2030. године у Уједињеном Краљевству не буде нових случајева ХИВ-а. Дана 10. фебруара 2025. године, Стармер је, заједно са певачицом и ХИВ активисткињом Беверли Најт и извршним директором фондације Теренс Хигинс Траст, Ричардом Анђелом, снимио себе како ради брзи кућни тест на ХИВ. Ово је Стармера учинило првим британским премијером и лидером Г7 који је урадио тест пред камерама. У марту 2025. године, Стармер је, заједно са министром здравља Весом Стритингом, најавио двогодишњи план за укидање Националне здравствене службе Енглеске (NHS), рекавши да ће то смањити бирократију и повећати финансирање доступно за ефикасније сврхе унутар службе.

#### Капацитет накнаде за двоје деце
Стармер је одбио да укине ограничење за двоје деце које је увела коалициона влада Камерон-Клег 2013. године, наводећи финансијске разлоге. Дана 23. јула 2024. године, Лабуристи су повукли захтев седам својих чланова Парламента који су подржали амандман који је поднео парламентарни лидер Шкотске националне странке у Вестминстеру, Стивен Флин, да се то укине, а Флин је рекао да би укидање ограничења одмах избавило 300.000 деце из сиромаштва. Чланови Парламента су одбацили амандман Шкотске националне странке са 363 гласа за и 103 против. Седам чланова Парламента лабуриста суспендованих на шест месеци били су Џон Макдонел, Ричард Бургон, Ијан Берн, Апсана Бегум, Имран Хусеин, Зара Султана и Ребека Лонг-Бејли, који сада сви седе као независни чланови Парламента. Стармер је покренуо Радну групу за дечје сиромаштво, у којој би стручни званичници из целе владе заједно радили на томе како најбоље подржати више од четири милиона деце која живе у сиромаштву.

#### Немири у Енглеској и Северној Ирској 2024.
Након напада ножем у Саутпорту 2024. године, у којем су убијене три младе девојке, Стармер је описао инцидент као ужасан и шокантан и захвалио се службама хитне помоћи на брзој реакцији. Посетио је Саутпорт и положио цвеће на место догађаја, где су га неки грађани добацили. Стармер је касније, усред нереда широм Енглеске и Северне Ирске након напада ножем, написао да су они који су „отели бдење за жртве“ „увредили заједницу која тугује“ и да ће изгредници осетити пуну снагу закона.
Дана 1. августа, и након састанка са вишим полицијским службеницима, Стармер је најавио успостављање Националног програма за насилне нереде како би се олакшала већа сарадња између полицијских снага у суочавању са насилним нередима. Дана 4. августа Стармер је изјавио да ће изгредници „осетити пуну снагу закона“ и да „ће се покајати што су учествовали у овоме, било директно или они који су ову акцију организовали на мрежи, а затим сами побегли“. Додао је: „Нећу се устручавати да то назовем оним што јесте – екстремно десничарско насиље“. Стармер је касније сазвао хитан састанак КОБРЕ. Након састанка КОБРЕ, Стармер је наредио да се формира „стајаћа војска“ како би се суочила са текућим нередима „екстремне деснице“. То је било могуће у оквиру посебних ванредних овлашћења која су први пут коришћена пре 40 година у оквиру Ридлијевог плана, за сузбијање штрајкова рудара 1984. и 1985. године.
Стармер је одбио позиве неких посланика – укључујући посланицу Лабуриста Дајану Абот, лидера Реформске УК Најџела Фаража и конзервативну Даму Прити Пател – да се парламент позове у Вестминстер. Након што је рекао да „велике компаније друштвених медија и они који их воде“ доприносе нередима, Илон Маск, власник компаније X, критиковао је Стармера што није осудио све учеснике и кривио само екстремно десничаре. Маск је даље рекао да Стармер не штити све заједнице у Уједињеном Краљевству, које је, како је рекао, имало „двослојни“ полицијски систем.

#### Економија
Нова канцеларка, Рејчел Ривс, оптужила је претходну владу да је оставила „црну рупу“ од 21,9 милијарди фунти и 29. јула објавила да ће одређена зимска плаћања горива бити укинута за око 10 милиона пензионера. Након критика плана, Стармер је бранио укидање ових зимских плаћања горива, тврдећи да је морао да донесе „тешке одлуке да би стабилизовао економију“. Дана 10. септембра, владине клупе су одбиле предлог Конзервативне странке у парламенту већином од 120 гласова да се блокира мера.
Стармерова лабуристичка влада наследила је низ текућих индустријских спорова од претходне конзервативне владе и сложила се са синдикатима који представљају раднике Националне здравствене службе (NHS) и железнице, окончавајући штрајкове у првих неколико месеци након ступања на дужност. У августу 2024. године, Стармерова влада се сложила да повећа плате радника у јавном сектору за 5 до 7 процената.
Дана 10. октобра, влада је спровела најзначајније побољшање прописа о запошљавању у једној генерацији. Ово је укључивало повећање минималних плата и широк спектар права, као што су тренутна заштита од неправедног отпуштања и право запослених да захтевају флексибилне радне аранжмане, осим ако послодавац не може да докаже да су такви аранжмани непрактични. Милијарде вредне инвестиције у секторе у развоју, укључујући вештачку интелигенцију и науке о животу, и инфраструктуру, откриле су компаније и министри на првом Међународном инвестиционом самиту владе 14. октобра 2024. Светски познати извршни директори и инвеститори из целог света састали су се са министрима, премијерима и локалним лидерима у Гилдхолу у Лондону.
Дана 11. септембра 2024. године, Стармер је обећао да неће бити више новца за Националну здравствену службу (NHS) без реформе. Као одговор на извештај из деветонедељног прегледа који је спровео колега и хирург NHS-а Лорд Дарзи, у којем је наведено да је NHS у Енглеској у критичном стању, Стармер је рекао да је решење реформа, а не новац, и да неће бити више новца без реформе.
Буџет за октобар 2024. године представила је Доњем дому парламента министарка финансија Рејчел Ривс 30. октобра 2024. године. Она је прва жена која је представила буџет британске владе, што је први буџет Лабуристичке странке у више од 14 година. Он је обухватао фискалне планове Лабуриста, са фокусом на инвестиције, здравствену заштиту, образовање, бригу о деци, одрживу енергију, транспорт и обогаћивање права радника. Национална минимална плата требало би да се повећа за 6,7% (достижући 12,21 фунти по сату), а најављено је повећање свакодневног буџета за здравство за 22,6 милијарди фунти, са повећањем капиталног буџета за 3,1 милијарду фунти. То укључује 1 милијарду фунти за поправке и пројекте обнове болница. Влада планира да издвоји 5 милијарди фунти за инвестиције у становање у фискалној 2025–26. години, са фокусом на повећање доступности приступачног становања. Образовање ће добити 6,7 милијарди фунти капиталних инвестиција, што је реално повећање од 19%. Ово укључује 1,4 милијарде фунти за обнову више од 500 школа.

#### Прихватање поклона
У септембру 2024. године, Стармер и његове колеге високи министри у влади суочили су се са критикама због примања поклона од донатора Лабуриста. Стармер се такође суочио са оптужбама за кршење парламентарних правила тиме што није пријавио одећу вредну 5.000 фунти коју је за његову супругу купио донатор Лабуриста Лорд Али. Истог месеца, Sky News је известио да је Стармер од децембра 2019. године примио 107.145 фунти поклона, бенефиција и гостопримства, што је два и по пута више од било ког другог члана Парламента.

### Спољна политика

#### Сједињене Државе
У јулу 2024. године, након општих избора 2024. године, председник САД Џо Бајден честитао је Стармеру „паклену победу“. Стармер и Бајден су разговарали о својој заједничкој посвећености специјалним односима између САД и Велике Британије, као и о међусобној подршци Украјини.
Након првог покушаја атентата на Доналда Трампа, тада бившег председника Сједињених Држава, Стармер је објавио на X (раније Твитер) рекавши да „Политичко насиље у било ком облику нема места у нашим друштвима“ и упутио је своје најбоље жеље Трампу и његовој породици.
У септембру 2024. године, током посете Њујорку ради обраћања Генералној скупштини УН, Стармер се састао са кандидатом Републиканске странке за председника Доналдом Трампом у Трамповом торњу. Након састанка, Стармер је рекао да је „добро“ што се састао са Трампом и да је састанак био прилика и за Трампа и за Стармера да успоставе радни однос. Након Трампове победе на председничким изборима у Сједињеним Државама 2024. године, Стармер је 6. новембра позвао Трампа да му званично честита и добио је уверавања да ће „посебан однос“ између Уједињеног Краљевства и Сједињених Држава „наставити да напредује“.

У фебруару 2025. Стармер се састао са председником Трампом у Белој кући како би разговарали о континуираној подршци Украјини и потенцијалном мировном споразуму. Такође су разговарали о потенцијалном трговинском споразуму. Такође је представио рукописно писмо краља Чарлса III којим позива председника на историјску другу државну посету Великој Британији.

#### НАТО
Први састанак у иностранству којем је Стармер присуствовао као премијер био је самит НАТО-а 2024. године, одржан у Вашингтону од 9. до 11. јула 2024. године. На лету до самита, Стармер је изнео „чврсту“ обавезу да ће повећати издатке за одбрану до циља НАТО-а од 2,5% БДП-а у складу са циљем НАТО-а, након „темељног“ прегледа британских оружаних снага.

#### Европа
Од када је постао премијер, Стармер је настојао да „ресетује“ односе Велике Британије са Европском унијом након Брегзита, коме се противио. Састао се са бројним европским лидерима током првих неколико месеци на функцији.
Дана 27. августа 2024. године, Стармер и немачки канцелар Олаф Шолц најавили су разговоре о ревизији споразума о сарадњи између Немачке и Велике Британије који обухвата области као што су одбрана, енергетска безбедност, наука и технологија.

#### Рат Русије и Украјине
На самиту НАТО-а 2024. године, Стармер је сигнализирао да би Украјина могла да користи британске ракете Storm Shadow, које је послала Велика Британија као војну помоћ, да би погодила војне циљеве унутар Русије током руске инвазије на Украјину. На састанку са украјинским председником Володимиром Зеленским, Стармер је позвао на „неповратну“ стратегију чланства за улазак Украјине у НАТО.
Након бурног састанка између америчког председника Трампа и председника Зеленског у Белој кући, Стармер је организовао самит европских лидера у Лондону. Међу стварима о којима се разговарало на самиту биле су континуирана подршка Украјини, безбедносне гаранције за земљу и мировни напори.

#### Кина
У новембру 2024. године, Стармер се састао са кинеским лидером Си Ђинпингом на самиту Г20 у Рио де Жанеиру и рекао му да жели да изгради „доследан, трајан и поштован“ однос са Кином.

#### Рат у Гази
У октобру 2023. године, Стармер је рекао да Израел има право да искључи струју и воду из Газе. Повукао је коментар неколико дана касније након значајних контроверзи унутар своје странке, укључујући и бројне оставке међу лабуристичким одборницима. Стармер је обећао подршку Израелу у рату у Гази, али је такође позвао на тренутни прекид ватре у Појасу Газе од фебруара 2024. године, пошто је претходно одбио да позове на то током свог мандата као лидер опозиције. У јулу 2024. Стармер је уверио израелског премијера Бенјамина Нетанјахуа да ће Његово Величанство наставити своју „виталну сарадњу у одвраћању злонамерних претњи“ са Израелом.
Под Стармеровим премијерским мандатом, лиценце за продају неких британских оружја Израелу суспендоване су у септембру 2024. године због „јасног ризика“ да би оружје могло бити употребљено кршећи међународно право. Министар спољних послова Дејвид Лами објавио је да је влада Велике Британије суспендовала 30 од 350 лиценци за извоз оружја у Израел, што се односи на опрему као што су делови за борбене авионе, хеликоптере и дронове.

## Политичке позиције
Стармерови политички ставови су се значајно променили након избора за лидера Лабуристичке партије 2020. године, на којима је победио на платформи са десет левичарских обећања. Већина обећања, укључујући повећање пореза на доходак за најбогатијих 5% зарађивача, укидање школарина на универзитетима и подршку слободи кретања, напуштена су или значајно измењена током Стармеровог мандата као лидера лабуриста и опозиције. Стармер је бранио промену ставова о овим питањима наводећи да променљиве економске околности чине ова обећања нереалним.

Неки коментатори, оцењујући да је Стармер водио своју странку ка политичком центру како би побољшао њену изборност, покушавају да упореде оно што је постигао у том погледу са развојем Нове лабуристичке странке Тонија Блера. Други сматрају његове промене политике доказом да Стармер нема јасно дефинисану филозофију. Трећа група сматра да Стармер заиста поштује одређену идеологију и да је она на левом крају социјалистичког спектра, тврдећи да су „лабуристи под Стармером унапредили политику антинеолиберализма попут оне Џеремија Корбина и Џона Макдонела“, и да се Стармер „значајно разликује од Нових лабуриста“ у „тежњи да реструктурира економски модел за који се сматра да је пропао“. Личности, укључујући Стармеровог бившег шефа – адвоката Џефрија Робертсона – његовог бившег саветника Сајмона Флечера и новинара и водитеља Питера Оборна, описали су Стармера као показивача ауторитарног приступа. Упркос недостатку консензуса о карактеру, па чак и постојању Стармерове идеологије, она је стекла неологизам, стармеризам, а његове присталице су назване стармеровцима. Стармеров саветник Морган МекСвини се често приписује значајном утицају на Стармерове политичке ставове.
У априлу 2023. године, Стармер је дао интервју за часопис The Economist о дефиницији стармеризма. У овом интервјуу, идентификована су два главна правца стармеризма. Први правац се фокусирао на критику британске државе због тога што је превише неефикасна и превише централизована. Одговор на ову критику био је да се управљање заснива на пет главних мисија које треба следити током два мандата владе: ове мисије би одређивале сву владину политику. Други правац је био придржавање економске политике „модерне економије понуде“ засноване на повећању економске продуктивности повећањем учешћа на тржишту рада, смањењем неједнакости, проширењем вештина, ублажавањем утицаја Брегзита и поједностављивањем процеса планирања изградње. У јуну 2023. године Стармер је дао интервју часопису The Times где је замољен да дефинише стармеризам, наводећи: „Препознајући да наша економија мора бити поправљена. Препознајући да [решавање] климатских промена није само обавеза; то је највећа прилика коју имамо за нашу земљу у будућности. Препознајући да јавне службе треба реформисати, да свако дете и свако место треба да имају најбоље могућности и да нам је потребно безбедно окружење, безбедне улице итд.“

Стармер је више пута истицао реформу јавних институција (против приступа опорезивања и трошења), локализам и деволуцију. Обећао је да ће укинути Дом лордова, који описује као „неодбрањив“, током првог мандата лабуристичке владе и да ће га заменити директно изабраном Скупштином региона и нација, чији ће детаљи бити предмет контроле путем јавних консултација. Критиковао је конзервативце због стварања племићких титула за „пријатеље и донаторе“. Стармер је задужио бившег премијера Гордона Брауна да препоручи британске уставне реформе, чији је извештај објављен 2022. године. Браунов извештај, који је подржао и промовисао Стармер, препоручио је укидање Дома лордова, проширење већих овлашћења локалним саветима и градоначелницима, и дубљу децентрализацију на земље Уједињеног Краљевства. Изборни програм лабуриста из 2024. године обавезао се на уклањање преосталих наследних чланова парламента из дома, утврђивање обавезне старосне границе за пензионисање од 80 година и покретање консултација о замени Дома лордова „репрезентативнијим“ телом. Стармер снажно подржава зелене политике за борбу против климатских промена и декарбонизацију британске економије. Обавезао се да ће елиминисати фосилна горива из британске електроенергетске мреже до 2030. године.
У изјави за PinkNews из јула 2024. године, пред изборе 2024. године, Стармер је изјавио да Лабуристичка странка подржава ЛГБТ права, укључујући јачање заштите од злочина из мржње усмерених на чланове ЛГБТ заједнице, „модернизацију“ „наметљивог и застарелог“ оквира за признавање пола и предложену, „транс-инклузивну“ забрану конверзијске терапије. Стармер је искључио могућност да се трансродним особама дозволи самоидентификација, изјавио је да транс жене не би требало да имаjу право да користe просторе намењене само за жене, а такође је рекао да ће наставити блок Закона о реформи признавања пола у Шкотској. Након ступања на дужност, Лабуристичка странка је најавила потпуно транс-инклузивну забрану конверзијске терапије. Након одлуке Врховног суда у случају For Women Scotland Ltd против шкотских министара 16. априла 2025. године, Стармер је, преко портпарола, изјавио да више не верује да се трансродне жене могу сматрати женама, у складу са пресудом Суда да дефиниција жене у Закону о једнакости из 2010. године представља само „биолошке жене“. Након убиства Џорџа Флојда од стране полицајца Дерека Шовина у Сједињеним Државама, против чега су одржани бројни протести у западном свету, Стармер је подржао покрет Black Lives Matter и клекнуо поред своје заменице, Анђеле Рејнер. Годину дана након Флојдовог убиства, Стармер је обећао Закон о равноправности раса, за који је рекао да ће бити „одлучујући циљ“ за његову лабуристичку владу.
Након убиства Саре Еверард у марту 2021. године, Стармер је позвао на дуже казне за силовање и сексуално насиље. Стармер је рекао да жели да смањи криминал, тврдећи да се „превише људи не осећа безбедно на својим улицама“. Обећао је да ће преполовити стопу насиља над женама и девојчицама, преполовити стопу тешког насилног криминала, преполовити случајеве кривичних дела са ножем, повећати поверење у кривични правосудни систем и створити „Комисију за оптужбе“ која би била „задужена да осмисли реформе како би се преокренуо пад броја решених кривичних дела“. Такође се обавезао да ће поставити специјализоване раднике за насиље у породици у контролне собе сваке полицијске снаге које одговарају на позиве 999 како би подржале жртве злостављања. Стармер је рекао да је Блерова ера Нових лабуриста била исправна што је била „строга према криминалу, строга према узроцима криминала“. У јуну 2024. Стармер се обавезао да ће смањити рекордно висок ниво легалне имиграције у Велику Британију, и циљ му је да смањи нето миграцију побољшањем обуке и вештина британских радника.

У децембру 2023. Стармер је навео Маргарет Тачер, као и Тонија Блера и Клемента Атлија, као примере како политичари могу да изврше „значајне промене“ делујући „у служби британског народа, уместо да им диктирају“. Стармер је описао Лабуристичку странку као „дубоко патриотску“ и приписује њеним најуспешнијим лидерима, Атлију, Харолду Вилсону и Блеру, заслуге за политике „утемељене у свакодневним бригама радних људи“. Стармер се залаже за владу засновану на „безбедности, просперитету и поштовању“. У говору у мају 2023. Стармер је изјавио:
Немојте ме погрешно схватити, најбоље од прогресивне политике налази се у нашој одлучности да гурнемо Британију напред. Глад, амбиција, да можемо искористити прилике сутрашњице и учинити да раде за радне људе.

Али ова амбиција никада не сме бити одвојена од потребе радних људи за стабилношћу, редом, безбедношћу. Конзервативна странка више не може тврдити да је конзервативна. Она не чува ништа што ценимо - ни наше реке и мора, ни наш Национални здравствени систем или Би-Би-Си, ни наше породице, ни нашу нацију. Морамо схватити да постоје драгоцене ствари - у нашем начину живота, у нашем окружењу, у нашим заједницама - које је наша одговорност да заштитимо и сачувамо и предамо будућим генерацијама. Ако вам то звучи конзервативно, онда дозволите ми да вам кажем: није ме брига.— Кир Стармер

## Приватни живот
Стармер је упознао Викторију Александер, тадашњу адвокатицу, почетком 2000-их док је био виши адвокат у адвокатској канцеларији Даути Стрит Чемберс, када су радили на истом случају. Верили су се 2004. године, а венчали 6. маја 2007. у имању Фенес северно од Бокинга, Есекс. Пар има двоје деце, сина, који је рођен годину дана након њиховог венчања, и ћерку, рођену две године касније. Обоје су одгајани као Јевреји. До усељења у Даунинг Стрит, пар је живео у Кентиш Тауну, северном Лондону, где поседују кућу у низу.
Стармер је пескатаријанац, а његова супруга је вегетаријанка. Одгајали су децу као вегетаријанце док нису напунили 10 година, када им је дата могућност да једу месо. У интервјуу током кампање за опште изборе 2024. године, Стармер је рекао да је његов највећи страх од постајања премијера био како би то могло утицати на његову децу, због њихових „тешких година“ и како би било лакше да су млађи или старији. Током кампање за опште изборе 2024. године, Стармер је у интервјуу рекао да ће покушати да избегне рад после 18 часова петком како би поштовао вечере за Шабат и проводио време са породицом.
Стармер је атеиста и одлучио је да да „свечану потврду“ (уместо заклетве) верности монарху. Рекао је да иако не верује у Бога, препознаје моћ вере да окупља људе. Такође прати своју породицу на службе у Либералној јеврејској синагоги у северном Лондону. Стармер је страствени фудбалер, играо је за Homerton Academicals, аматерски тим из северног Лондона. Он подржава фудбалски клуб Премијер лиге Арсенал. Стармер је написао неколико чланака за The Guardian и друге новине, укључујући The Sunday Telegraph. Од 1986. до 1987. године, Стармер је био уредник часописа Социјалистичке алтернативе, троцкистичког радикалног часописа који је производила организација под истим именом, која је представљала британску секцију Међународне револуционарне марксистичке тенденције (ИРМТ).
Од септембра 2024. године, Стармер и његова породица држе сибирску мачку по имену Принс у Даунинг стриту 10.
Дана 26. децембра 2024. године, Стармеров брат Ник је преминуо након дијагнозе рака. Стармер је следећег дана издао саопштење, одајући му почаст.

## Награде и почасти
- Именован је за Краљичиног саветника 2002. године.[283]
- Награда Адвокатске коморе Сиднеј Еланд Голдсмит 2005. за његов изузетан допринос про боно раду у оспоравању смртне казне у Уганди, Кенији, Малавију и на Карибима.[284]
- Почасни члан колеџа Сент Едмунд Хол, Оксфорд.[285]
- Именован за витеза команданта Реда од Бата на новогодишњим почастима 2014. године за „заслуге у праву и кривичном правосуђу”.[44][286]
- Положио заклетву у Тајном савету Уједињеног Краљевства 19. јула 2017. године.[287] То му је омогућило да буде проглашен за „Великодостојника”.[288]

| Датум              | Школа                        | Диплома             |
| ------------------ | ---------------------------- | ------------------- |
| 21. јул 2011.      | Универзитет Есекса           | Доктор универзитета |
| 16. јул 2012.      | Универзитет Лидса            | Доктор права        |
| 19. новембар 2013. | Универзитет Источног Лондона | Почасни докторат    |
| 19. децембар 2013. | Лондонска школа економије    | Доктор права        |
| 14. јул 2014.      | Универзитет Рединга          | Доктор права        |
| 18. новембар 2014. | Универзитет Вустера          | Почасни докторат    |

## Публикације
Стармер је аутор и уредник неколико књига о кривичном праву и људским правима, укључујући:
- Justice in Error. 1993. ISBN 1-85431-234-0., edited with Clive Walker, London: Blackstone, .
- The Three Pillars of Liberty: Political Rights and Freedoms in the United Kingdom. 1996. ISBN 0-415-09641-3., with Francesca Klug and Stuart Weir, London: Routledge, .
- Signing Up for Human Rights: The United Kingdom and International Standards. 1998. ISBN 1-873328-30-3., with Conor Foley, London: Amnesty International United Kingdom, .
- Miscarriages of Justice: A Review of Justice in Error. 1999. ISBN 1-85431-687-7., edited with Clive Walker, London: Blackstone, .
- European Human Rights Law: the Human Rights Act 1998 and the European Convention on Human Rights. London: Legal Action Group. 1999. ISBN 0-905099-77-X., .
- Criminal Justice, Police Powers and Human Rights. 2001. ISBN 1-84174-138-8., with Anthony Jennings, Tim Owen, Michelle Strange, and Quincy Whitaker, London: Blackstone, .
- Blackstone's Human Rights Digest. 2001. ISBN 1-84174-153-1., with Iain Byrne, London: Blackstone, .
- A Report on the Policing of the Ardoyne Parades 12 July 2004 (2004), with Jane Gordon, Belfast: Northern Ireland Policing Board.

## Спољашне везе
- Званични веб-сајт
- Profile at Parliament of the United Kingdom
- Contributions in Parliament at Hansard
- Contributions in Parliament at Hansard 1803–2005
- Voting record at Public Whip
- Record in Parliament at TheyWorkForYou
- „CPS”. Архивирано на веб-сајту  (14. децембар 2017)
- Кир Стармер на веб-сајту  (језик: енглески)